# 星期

地图上显示不同国家的星期起始日

地图上显示不同国家的周末假日

星期又作週或者禮拜，是一個時間單位，每星期有七天。古巴比倫人使用日、月、五星代表以七天為一週期的時間單位，後來猶太人把它傳到古埃及，又由古埃及傳到羅馬，公元3世紀以後，就廣泛地傳播到歐洲大陸。 唐朝時期，由於西域和中國的交流，傳入了中土，再傳入朝鮮半島、日本。光緒三十一年（1905年）由袁嘉穀所定用「星期」代替「七曜日」，到了民國以後星期被廣泛使用。

## 東亞
七曜一詞，大約出自東漢，《後漢書·律曆志》載劉洪上書之言：「七曜之起，始於牛初。」，劉洪本人亦作有《七曜術》。 三國時代的《廣雅·釋天》有「七耀行道」一條。楊士勛《春秋穀梁傳疏》解釋七曜為「謂之七曜者，日月五星皆照天下，故謂之曜。」
不過，利用七曜來紀日的方法則是從西方傳入的，源於兩河流域古巴比倫文明。大約於八世紀時，由於西域和中國的交流，通過摩尼教、佛教傳進中國唐朝。759年，北天竺佛教沙門不空譯有《宿曜曆經·七曜直日曆品第八》：
|  | 故今列諸國人呼七曜如後： 日曜太陽，胡名蜜（康居語：Mir），波斯名曜森勿，天竺名阿儞（泥以反）底耶（二合）。 月曜太陰，胡名莫（康居語：Maq），波斯名婁禍森勿，天竺名蘇上摩。 火曜熒惑，胡名云漢（康居語：Wnqan），波斯名势森勿，天竺名糞盎聲哦囉迦盎。 水曜辰星，胡名咥（丁逸反，康居語：Tir），波斯名掣森勿，天竺名部（引）陀。 木曜嵗星，胡名鶻勿（康居語：Wrmzt），波斯名本森勿，天竺名勿哩訶娑跛底（丁以反）。 金曜太白，胡名那歇（康居語：Naqit），波斯名數森勿，天竺名戌羯羅。 土曜鎮星，胡名枳院（康居語：Kewan），波斯名翕森勿，天竺名賒乃以室折囉。 右件七曜，上運行于天，下直于人间。其精靈神驗、内外典籍，具備自南西北三方諸國。 |

不空弟子楊景風在為《吉凶時日善惡宿曜經》作注時，就七曜日有如下說明：“夫七曜者，所謂日月五星下直人間，一日一易，七日周而復始，其所用各各於事有宜者、不宜者，請細詳用之。忽不記得，但當問胡（指康居、粟特）及波斯并五天竺人總知。尼乾子（指耆那教） 、末摩尼（指摩尼教）常以密日（星期日）持齋，亦事此日為大日，此等事持不忘，故今列諸國人呼七曜如後。」
唐朝時，七曜與四象相配，形成二十八宿。二十八宿及其對應的動物與七曜相配，組成值日星君：“角木蛟、亢金龍、氐土蝠、房日兔、心月狐、尾火虎、箕水豹、斗木獬、牛金牛、女土貉、虛日鼠、危月燕、室火豬、壁水㺄、奎木狼、婁金狗、胃土彘、昴日雞、畢月烏、觜火猴、參水猿、井木犴、鬼金羊、柳土獐、星日馬、張月鹿、翼火蛇、軫水蚓”。
1. 日曜日是星期日
2. 月曜日是星期一
3. 火曜日是星期二
4. 水曜日是星期三
5. 木曜日是星期四
6. 金曜日是星期五
7. 土曜日是星期六

與西方接觸前，中國不知星期日休息為何物。鴉片戰爭後華人與洋人打交道，始知洋人星期日守禮拜休息。中國實行星期日休息始於洋務學校，遷就洋人老師。1882年船政學堂洋人任教的一班星期日休息，中國人任教的課堂不休息。星期幾最早稱禮拜幾，但當時傳統文化人多厭惡西俗，起初借中國傳統廿八星宿記日制度，「以房、虚、昴、星日為休息日」。「星期」的名稱從此而來。1898年戊戌變法推崇西學，漸多有星期日休息，紀日亦開始提及星期幾或禮拜幾。1899年11月22日《中外日報》報道歐洲魔術團演出日期為「禮拜二」。1902年《欽定中學堂章程》、《欽定高等學堂章程》首次由政府規定全國中等及高等學堂星期日休息。及後政府機構漸多採納星期日休息。1907年清朝會議政務處規定名稱為「星期」而不稱「禮拜」。 
在日本、和仍沿用曜日名稱。台灣日治時期由日本統治亦曾使用七曜日，但戰後由中華民國統治後改成星期。
部分地方（如馬来西亞、新加坡、台灣及中國部分東南沿海地區）受西方基督教影響稱呼星期為「禮拜」（見下節）。

## 西方

经典行星的排序（以圆圈排列）和一周中的天数顺序（在圆圈内形成{7/3}七分图）的示意图比较

西方语言中星期的表达法大多源于拉丁语。而拉丁语的情况可分为基督教崛起前和崛起后两种：
基督教崛起前，
1. 星期日为“太陽日”（索爾Sol）
2. 星期一为“月亮日”（盧娜Luna）
3. 星期二为“火星日”（瑪爾斯Mars），
4. 星期三为“水星日”（墨丘利Mercury），
5. 星期四为“木星日”（朱比特Jupiter），
6. 星期五为“金星日”（維納斯Venus），
7. 星期六为“土星日”（薩圖爾努斯Saturnus）。

五颗行星的名称都对应古羅馬神話中神的名字。
至於天體與特定日的排列順序，則是與地心說及占星學有關。過去在地心說的觀點下，古人認為天體繞行地球的速度從慢到快依序是土星、木星、火星、太陽、金星、水星、月亮。而占星學認為每個天體主掌一個小時，而每天第一個小時的主星便是該日的日主星。如某日第1小時是土星支配（土星之日），則該日的第8、15、22小時也是土星支配，第24小時會是火星，而次日第1個小時便會是太陽支配（太陽之日）。以此類推則得到土星→太陽→月亮→火星→水星→木星→金星的順序。
基督教崛起後，星期一、星期二、星期三、星期四、星期五皆未变，唯星期六改为“安息日（dies Sabbati）”，来自古希伯来语שבת (šabbāṯ)，星期日改为“主的日（dies Dominica）”。
英语继承基督教时代前拉丁语的表达，但将代表前四个行星的神换成古日尔曼人神话中的神：星期二（Tuesday）－战神“提尔（Tyr）”的日子，星期三（Wednesday）－（主神）“奧丁（odan）”的日子，星期四（Thursday）－雷神“索爾（Thor）”的日子，星期五（Friday）－女神“弗丽嘉（Frigg）”的日子，而星期六（Saturday）则沿用罗马神－农神“萨图尔努斯（Saturnus）”。
德語情況與英語相似，但是星期三「Mittwoch」的意思是「中間之日」（在一週七天的中間），星期六「Samstag」則源自希伯來語的安息日「Sabbat」。

### 宗教
西方的星期最早來自于蘇美爾。蘇美爾人建立神塔對神進行禮拜，他們認為有七位星神輪流“值勤”，於是建立了七天一星期的制度。蘇美爾以後，星期制被古巴比倫人繼承。
公元前700年左右，巴比倫人使用的星期名，分別是：
1. 太陽神：沙瑪什Shamash （星期日）
2. 月亮神：辛Sin（星期一）
3. 火星神：內爾伽勒Nergal（星期二）
4. 水星神：納布Nabu（星期三）
5. 木星神：馬爾杜克Marduk（星期四）
6. 金星神：伊絲塔Ishtar（星期五）
7. 土星神：尼努爾塔Ninurta（星期六）

古猶太人受到兩河流域文明影響，也接受了星期制。後來，星期的概念隨猶太宗教衍生出來的基督教傳播到歐洲。「星期一」、「星期二」……在一些语言（如闽南语）也以「禮拜一」、「禮拜二」……方式稱呼，星期日則稱為「禮拜天」，一個星期又稱為一個「禮拜」。因此，闪米特宗教均包含星期制，但又各有不同：犹太教以星期六（實際上是星期五日落至星期六日落）为安息日，基督教以星期日为主日（礼拜日），伊斯兰教将星期五定为重大礼拜的主麻日。

## 週首问题
对照：
| 七曜             | 月曜日       | 火曜日       | 水曜日          | 木曜日          | 金曜日        | 土曜日         | 日曜日      |
| 行星             | 月亮（Moon） | 火星（Mars） | 水星 (Mercury） | 木星（Jupiter） | 金星（Venus） | 土星（Saturn） | 太阳（Sun） |
| 拉丁语星期       | dies lunae   | dies Martis  | dies Mercurii   | dies Jovis      | dies Veneris  | dies Saturni   | dies solis  |
| 星期（民国以后） | 星期一       | 星期二       | 星期三          | 星期四          | 星期五        | 星期六         | 星期日      |

地图上显示不同国家的星期起始日，根据Unicode CLDR。

在不同地區，一星期的開始時間並不完全一致。多数美洲国家如美國、加拿大、墨西哥，部分亚洲国家或地区如印度、日本、香港、澳門，以及以色列等地一般認為一個星期開始於星期日（Sunday）。多数歐洲國家，澳洲、南非、少数南美洲國家以及部分亞洲國家如韩国，都以星期一（Monday）為一星期的第一天。週日也是所有星象制和希伯來曆星期中的第一天。
在中国大陆、台湾等地区，一周的起始日是星期一或者星期日没有明确的说法。沿用样式的纸质日历多将星期日列为一周的第一天，人们在生活中可能将周六或周日称作周末，并可能将双休日合称为周末。
在猶太人和基督徒的傳統中，週日是一個星期中的第一天。根據聖經，上帝花六天的時間創造世界，而在第七天，也就是安息日（星期六）休息，這一天就被視為慶祝和休息之日，這使星期日成為一個星期中的第一天。在歐洲早期的基督徒開始採用星期的制度時，一開始是以星期日為一個星期的第一天，但是星期六也漸漸的被視為較重大的安息日，也成為主日，因此星期日到最後反而被視為一個星期的最後一天。
某些國家的日子名稱的不同之處非常的明顯：在希伯來語、阿拉伯語和希臘語中，有些日子的名稱是直接以它在這個星期中的順序來稱呼（以週日為第一天），例如：週一稱為「第二天」。而還有一些使用斯拉夫語系語言的國家也會以其在星期中的順序來稱呼，但是是以週一來做為第一天，例如：週二稱為「第二天」。還有另外一種解釋，那就是有些使用斯拉夫語系語言的國家並不是將日子以其在星期中的順序來稱呼，而是以其和週日的距離來稱呼，例如：週三稱為「中間日」，而這就證明仍然有一些使用斯拉夫語系語言的國家以週日來當作第一天。
國際標準化組織（ISO）在ISO 8601中指定週一為一星期中的第一天，用來代表軟體的時間格式。

## 参看
- 七政
- 星期中的日子
- 星期的計算
- 周日